# Grass Island (ö i Hongkong)
Grass Island (kinesiska: 塔門, 塔门) är en ö i Hongkong (Kina). Den ligger i den nordöstra delen av Hongkong. Arean är 1,7 kvadratkilometer.
Terrängen på Grass Island är lite kuperad. Öns högsta punkt är 113 meter över havet. Den sträcker sig 2,4 kilometer i nord-sydlig riktning, och 1,5 kilometer i öst-västlig riktning.